# Christian Noyer
Christian Noyer (6 de outubro de 1950 em Soisy-sous-Montmorency, Val-d'Oise) é um experto financeiro, economista e oficial do governofrancês.
Ele é atual governador do Banco de França, desde 2003, e antigo vice-presidente do Banco Central Europeu (1998–2002). Em março de 2010, Noyer tornou-se diretor do Banco de Compensações Internacionais.